# 保善高等学校
保善高等学校（ほぜんこうとうがっこう）は、東京都新宿区大久保三丁目にある私立男子高等学校。

## 概要
建学の精神は『剛健質実』、『初志貫徹』などで、男子校でありスポーツが盛んである。
制服は、銀ボタン5個の黒詰襟学生服となっている。101期生までは、男子校の伝統の一つでもある金ボタン5個の黒詰襟学生服（標準学生服）であった。
また、食堂が設置されている。

## 沿革
- 1916年 - 安田財閥の安田善次郎の寄付に基づき、東京市神田錦町に母体の東京植民貿易語学校が開校、まもなく安田財閥の持株会社である安田保善社に経営が移管となる。校長は新渡戸稲造。
- 1920年 - 東京植民貿易語学校夜間部を併設。
- 1923年4月 - 東京保善商業学校（昼間部）を新設、同時に東京植民貿易語学校夜間部を改組し新たに現在の保善高校の前身である東京保善商業学校（本科夜学課）を設置[1]。
- 同年9月1日 - 関東大震災で創立当初神田にあった校舎が焼失。
- 1924年 - 東京植民貿易語学校（昼間部）・東京保善商業学校（昼・夜）が東京市本所区（現・墨田区）横網に新校舎を建設・移転[2]、安田保善社が新たに設立した保善商工教育財団の経営に引き継がれる[3]。
- 1934年11月 - 横網に所在の東京植民貿易語学校昼間部が善隣協会に移管され、東京市淀橋区西大久保（現・新宿区大久保）の敷地内（現・海城学園敷地）に移転。この時同地に善隣協会専門学校が新設・併置された。
- 1936年3月 - 東京保善商業学校が夜学課（横網）を分離、新設の保隣実業教育財団[4] に移管する。一方、淀橋区西大久保の善隣協会敷地内にあった東京植民貿易語学校昼間部も善隣協会から保隣実業教育財団に移管された。両校共に善隣協会専門学校敷地の隣接地（西大久保・現在の保善高等学校の敷地内）に移転[5]。
- 1938年 - 保善商工教育財団所管の中外商業学校（現・兵庫県立尼崎北高等学校）が保隣実業教育財団に移管、姉妹校となる。
- 1939年 - 東京保善商業学校に再び昼間部を設置（第一本科）。従来の夜間部を第二本科と改称[6]、校長・小原直[7]。
- 1948年 - 学制改革により新制高等学校となり、東京保善高等学校と改称する。昼間部に普通科・商業科を設置、夜間部を定時制課程とし、同じく普通科・商業科を設置。同年、新制の保善中学校を設置・併設[8]。
- 1949年 - 善隣協会専門学校が新制単科大学の日本商科大学として設立（設置母体は善隣協会）。
- 1950年 - 日本商科大学は経営上の理由から廃校、善隣協会も解散[9]。明治大学工学部が空き教室を借用（1952年4月まで）[10]。
- 1951年 - 保隣実業教育財団を学校法人・保隣教育財団と改称する。
- 1959年3月 - 東京保善高等学校の定時制課程の募集を停止（1961年3月より休校）。
- 1972年 - 現在の校名、保善高等学校に改称[11]。
- 1997年 - 商業科の募集を停止し、特別進学クラスを新設。
- 2003年 - 創立80周年を迎え、校舎を高層化。
- 2005年 - 大学進学クラス、スポーツ進学クラスを設置。
- 2011年 - 大進選抜クラスを新設。
- 2013年 - 空手部顧問の男性教諭が生徒に対して暴行した罪で罰金30万円の略式命令を受けた[12]。
- 2014年 - 空手部顧問の男性教諭による暴行後、除籍処分となっていた元生徒が両親と共に保善高校及び同校を運営する学校法人保隣教育財団に550万円の損害賠償を求める訴訟を東京地裁に起こした[13]。
- 2023年 - 創立100周年。
- 2025年 - 空手部が全国大会の団体組手の部で準優勝。

## 学校所在地
- 1923年3月〜同年9月

　東京府東京市神田區錦町一の二〇
- 1923年10月〜1924年3月

　上野輪王寺
　（東京府東京市下谷區）
- 1924年3月〜1942年3月

　東京府東京市本所區横網四の二
- 1938年4月〜現在

　東京都新宿区大久保三丁目6番2号
　（東京都新宿區西大久保四丁目一七〇番地）（1977年まで）
　（東京都淀橋區西大久保四丁目一七〇番地）（1946年まで）
　（東京府東京市淀橋區西大久保四丁目一七〇番地）（1943年まで）

## クラス
- 普通科
  - 特別進学クラス
  - 大進選抜クラス
  - 大学進学クラス

## 部活動
- ラグビー部は、全国タイトル計9回（全国高等学校ラグビーフットボール大会優勝4回・国体優勝5回）を誇る古豪。1953年度に優勝こそ逃すが同大会で初めて決勝戦に進出。1957年度には念願の初優勝を果たし、1959年度、1961年度、1963年度と優勝を積み重ねていった。2001年度の第81回大会で21年ぶりの花園出場を果たした。
- 陸上競技部も全国高校駅伝に15回出場し、インターハイの常連だった。サッカー、バスケット、空手などのスポーツも大会で上位に入賞している。

## 体罰問題
- 2013年2月4日に空手部顧問であった40代の男性教諭が男子生徒に対して平手打ちなどの暴行の罪で罰金30万円の略式命令を受けた。体罰を受けた生徒は朝日新聞の取材に応じ、「高校では暴力が当たり前なのかと思った」「ほかの教諭も止めに入ってくれなかった」と話している。生徒は2年生になり休学したが、不審に思った親が体罰について知り、警察に届け出た。これに対し学校側は謝罪のために生徒宅を訪れ、暴行の理由を説明した。その後、当該生徒は除籍処分となったが2014年7月3日に両親と共に保善高校及び同校を運営する学校法人保隣教育財団に550万円の損害賠償を求める訴訟を東京地裁に起こした[13]。また教師による暴行により既に退学した他の元生徒も朝日新聞の取材に対して「誰にも相談できずどこにも行き場がない感じだった」「周囲への見せしめが暴力の目的だったと感じた」「自分はたまたま自殺せずに済んだ。でも親や周囲の先生にはもっと早く気付いて欲しかった」と語り、退学後に鬱状態になり精神科に通った旨を明かしている。当時の副校長だった青木繁は朝日新聞の取材に対し「教諭が何度も暴行したという認識はなく生徒の話は過大であり、学校側の把握と異なる」「教諭の暴力は赦されないことだが生徒の就学姿勢を立て直すという思いがあった」と主張した[12]。またかつて保善高校を中退したお笑い芸人のエッグ矢沢は2024年7月13日に自身のX上ではてな匿名ダイアリーに投稿された保善高校の体罰を批判する内容の文章[14] を引用し、「理不尽な体罰が横行し正当な主張も全て揉み消される腐った教師ばかりの陰鬱で最悪な学校だった[15]」「本当に辞めて良かった。二学年時の同じクラスから4-5人が中退した記憶がある。この時期にこれだけ辞めるのは異常だった[16]」「俺らの頃はラグビー部員の生徒が気絶して病院に運ばれるくらい殴ったラグビー部の教師もクビにすらならずに残ってた。（中略）今思えば戸塚ヨットスクールの少し優しい版みたいな高校だった[17]」「何度も体罰やめろと訴えたが毎回『私立だから教育委員会に言っても無駄だ』と教師に言われたのを覚えている[18]」と投稿した。
- 2025年現在、目立った体罰の問題はなくなっているが、体罰が問題化していた当時の教員の一部はいまだに本校で教鞭をとっている。

## 著名な出身者
- 島岡吉郎 元明治大学硬式野球部監督（東京植民貿易語学校・保善商業学校出身）
- 安部譲二 作家（定時制課程）
- 金城一紀 直木賞作家、小説家、脚本家
- 立川俊之 歌手・音楽家（元大事MANブラザーズバンド、大事MANブラザーズオーケストラ、中退）
- 永山瑛太 俳優・モデル
- 北条清嗣 俳優
- 桜金造 コメディアン（東京都立井草高等学校定時制へ転校）
- 柳家喬之助 落語家
- 川島章良 お笑い芸人（はんにゃ）
- ハブ お笑い芸人（Bコース）
- 谷岡ヤスジ 漫画家
- 登坂淳一 元NHKアナウンサー、フリーアナウンサー
- 宮下誠 哲学者・元國學院大學教授
- 滝川哲也 元陸上選手（早稲田大学時代箱根駅伝4年連続アンカー）。時事通信社運動部長
- 奈良修 元陸上選手（大東文化大学時代箱根駅伝出場）。豊川高等学校駅伝部男子チーム監督。元大東文化大学、元流通経済大学陸上競技部監督
- 小林雄一 陸上選手（短距離走。2011年・2013年世界選手権日本代表）。NTN所属
- 平山優 歴史学者（日本中世史）。山梨県立中央高等学校教諭、元山梨大学講師。
- 山本進悟 SASUKEオールスターズ。陸上部出身
- 柴崎邦博 サッカー選手。栃木SC、元大宮アルディージャ
- 野上結貴 サッカー選手。サンフレッチェ広島所属
- 寺田一太 元サッカー選手。元ザスパ草津
- 石井魁 ラグビー選手。NTTコミュニケーションズシャイニングアークス
- 八角浩司 元ラグビー選手。元ラグビー日本代表、元トヨタ自動車
- 伊藤忠幸 元ラグビー選手。元ラグビー日本代表、元リコー
- 榎本淳平 元ラグビー選手。元ラグビー日本代表、元パナソニック ワイルドナイツ
- 島崎文治 元ラグビー選手。元ラグビー日本代表、元法政大学ラグビー部監督
- 鈴木貴士 ラグビー選手。7人制日本代表、クボタスピアーズ
- 山極大貴 ラグビー選手。 NECグリーンロケッツ
- 渡邉泰憲 元ラグビー選手。元ラグビー日本代表、元東芝ブレイブルーパス
- 大森隆男 プロレスラー（全日本プロレス→プロレスリング・ノア→フリー→全日本プロレス）
- 鈴木達也 バスケットボール選手
- 川口直哉 コメディアン（だいなお→ペンギンズ）
- 飯野雄貴 プロレスラー（DDTプロレスリング）
- エッグ矢沢 お笑い芸人（中退）